# (181043) Anan
(181043) Anan est un astéroïde de la ceinture principale.

## Description
(181043) Anan est un astéroïde de la ceinture principale. Il fut découvert le 4 août 2005 à Nakagawa par Hisao Hori et Hiromu Maeno. Il présente une orbite caractérisée par un demi-grand axe de 3,14 UA, une excentricité de 0,20 et une inclinaison de 17,0° par rapport à l'écliptique.

## Compléments